# Mohammed Sinwar
Mohammed Ibrahim Hassan Al-Sinwar (en arabe : محمد إبراهيم حسن السنوار), surnommé Abu Ibrahim, né le 16 septembre 1975 à Khan Younès (bande de Gaza), et mort le 13 mai 2025 dans la même ville, était un chef militaire palestinien, considéré comme l'un des commandants militaires les plus éminents des Brigades Izz al-Din al-Qassam.
Israël l'a placé en tête de sa liste de personnes recherchées, l'accusant d'avoir planifié un grand groupe d'opérations militaires palestiniennes. Israël dit également qu'il est l'un des « principaux esprits » de l'attaque du Hamas du 7 octobre 2023 qui a déclenché la guerre de Gaza,,. Il est le frère cadet de Yahya Al-Sinwar, ex-chef du Hamas dans la bande de Gaza,. Après l'assassinat de son frère lors d'une escarmouche avec une patrouille israélienne, il lui succède comme dirigeant de facto de la bande de Gaza. Mohammed Sinwar est présumé mort dans des frappes israéliennes le 13 mai 2025.

## Naissance et éducation
Mohammed Sinwar est né le 16 septembre 1975 dans le camp de réfugiés de Khan Younès, dans la bande de Gaza, dans une famille de réfugiés palestiniens originaire de la ville de Majdal Ashkelon, dont elle a été chassée en 1948. Son frère aîné est Yahya Al-Sinwar, né en 1962.
Il a reçu son éducation de base dans les écoles des Nations Unies (UNRWA).

## Carrière militaire
Mohammed Sinwar participe à la première intifada contre l'occupation. En 1991, alors âgé de 16 ans, il est arrêté par les forces israéliennes et emprisonné pendant neuf mois à la prison de Ktzi’ot, dans le désert du Néguev. Il est ensuite détenu dans une prison de l'Autorité palestinienne dont il parvient à s'échapper en 2000.
Il rejoint les brigades Izz al-Din al-Qassam, la branche militaire du Hamas, et se rapproche des commandants de terrain qui deviendront des responsables du Hamas, comme Mohammed Deif. Mohammed Sinwar acquiert peu à peu de l’expérience opérationnelle et devient un acteur clé de la stratégie militaire du Hamas.
Depuis 2005, il a occupé pendant des années le poste de commandant de la « Brigade Khan Yunis » au sein des Brigades Izz al-Din al-Qassam, et est devenu un membre éminent de celles-ci.
Israël l'accuse, d'être le « cerveau » d'un grand nombre d'opérations palestiniennes, notamment « l'opération Shattered Illusion » du 25 juin 2006, qui a visé un site militaire israélien à la frontière est de la ville de Rafah, dans laquelle le soldat israélien Gilad Shalit a été capturé,. Durant cette période, Mohammed Sinouar et Mohammed Deif fondent « l’unité de l’ombre », un corps d’élite à la sélection rigoureuse, chargé de garder les prisonniers.
« Mohammed a toujours été plus important que son frère Yahya », affirme l'ancien chef du contre-espionnage du Mossad israélien. « Vous ne trouverez pas d’événement clé dans le développement militaire du Hamas au cours des vingt-cinq dernières années auquel Mohammed Sinwar n’ait pas participé, indique une source militaire israélienne au Jerusalem Post. ». Il fait partie, comme son frère ainé, des pragmatiques plutôt que des idéologues, favorables à une alliance avec l’Iran pour faire partie de l’axe de la résistance et renforcer les capacités du Hamas.

## «L'Homme de l'ombre»
Muhammad Al-Sanwar, connu sous les surnoms de « L'Homme de l'ombre » et « Le Mort-vivant », presque personne ne connaît son visage, et il n'est apparu que dans un rare enregistrement diffusé par le Hamas après le retrait israélien de la bande de Gaza en 2005, puis il est apparu pour la première fois dans les médias le 27 mai 2022 lors de d'une émission d'Al Jazeera. Il n'a pas participé aux funérailles de son père, décédé le 12 janvier 2022.
En 2014, le Hamas annonce la mort de Mohammed Sinwar et publie des photos le montrant couvert de sang. Depuis lors, il aurait vécu dans le plus grand secret dans les tunnels sous la bande de Gaza. Un analyste des renseignements israélien a déclaré que « simuler la mort de Sinwar fait partie d’un plan élaboré visant à protéger l’un des dirigeants fantômes du Hamas ». Il accorde une interview en 2022  à la chaîne Al-Jazira – sa seule apparition médiatique, à part une autre, brève, en 2005. Il porte une casquette qui rend son identification impossible.

## Tentatives d'assassinats
Mohammed Sinwar a survécu à au moins six tentatives d'assassinat israéliennes par des tirs de snipers, des frappes aériennes sur son domicile et des engins explosifs. Il aurait été blessé le 11 avril 2003 et en mai 2021 dans ces tentatives d'assassinat.
Le 24 octobre 2004, les forces israéliennes détruisent la maison de sa famille, puis à nouveau lors de la guerre de Gaza de 2014.

## Guerre à Gaza depuis 2023

### Attaque du Hamas d'octobre 2023 et déclenchement de la guerre
Israël accuse Mohammed Al-Sinwar d'avoir participé à la planification de l'attaque du Hamas d'octobre 2023. Israël affirme qu'il est l'un des « principaux esprits » de l'opération, qui visait à capturer des centaines d'Israéliens pour les échanger contre les milliers de Palestiniens détenus par Israël.
En novembre 2023, dans le cadre de la guerre à Gaza, le ministre israélien de la Défense Yoav Gallant a annoncé qu'Israël poursuivait Mohammed Sinwar aux côtés de son frère Yahya Sinwar, lors d'une déclaration du ministre à Tel Aviv dans laquelle des photos de Mohammed et Yahya Sinwar sont apparues.
L’armée israélienne a également annoncé en novembre 2023 avoir perquisitionné le bureau de Mohammed Sinwar dans la bande de Gaza et confisqué des « manuels de combat appartenant au Hamas »,.
Après l’assassinat de Mohammed Deif en juillet 2024, Mohammed Sinwar aurait pris la tête des Brigades al-Qassam, même s’il n’a pas été nommé officiellement commandant des forces militaires du Hamas. Dans le même temps, il n’a cessé de réclamer un cessez-le-feu permanent avec Israël. Dans un message adressé aux médiateurs et publié par le Wall Street Journal, il écrit : « Si ce n’est pas un accord global qui met fin aux souffrances de tous les habitants de Gaza et justifie leur sang et leurs sacrifices, le Hamas poursuivra son combat ».
Après l'assassinat de son frère Yahya Sinwar le 16 octobre 2024, lors d'un combat avec une patrouille israélienne à Rafah, il lui aurait succédé comme dirigeant du Hamas.

### Mort
Le 13 mai 2025, selon un communiqué de l'armée israélienne daté du 8 juin 2025, Mohammed Sinwar est tué dans un bombardement israélien dans un tunnel sous la salle des urgences  de  l'hôpital européen de Gaza (en), à Khan Younès. Son corps y a été identifié.